# Pendleton Ward
Pendleton „Pen” Ward (ur. 8 lipca 1982 w San Antonio w Teksasie) – amerykański animator, muzyk, scenarzysta i producent pracujący dla Cartoon Network Studios i Frederator Studios. Stworzył serial Pora na przygodę! (Adventure Time, 2010–2018), który został nagrodzony Emmy. Ward jest absolwentem Programu Animacji CalArts. Dorastał w Teksasie i osiedlił się w Los Angeles.

## Wybrana filmografia
- 2008–2009: Niezwykłe przypadki Flapjacka (The Marvelous Misadventures of Flapjack) – scenariusz
- 2010–2018: Pora na przygodę! (Adventure Time) – twórca, scenarzysta, scenopisarz, producent (sezony 1–2), producent wykonawczy (sezony 3–10) i showrunner (sezony 1–5)
- 2014: Po drugiej stronie muru (Over the Garden Wall) – scenariusz
- 2015: Wujcio Dobra Rada (Uncle Grandpa) – reżyser, scenarzysta
- 2016: Simpsonowie (The Simpsons) – rola aktorska: piosenka knebla na kanapie (głos)
- 2018: Steven Universe – artysta scenorysu